# 国樹由香
国樹 由香（くにき ゆか、1月29日 - ）は、東京都在住の漫画家。血液型B型。夫は同じく漫画家の喜国雅彦。結婚前から喜国のアシスタントを務めていた。結婚後、夫との共作ギャグ漫画『この花はわたしです。』を発表。（共作はイースト・プレス刊のCOMIC CUEVol.4掲載の読み切りが初。）

## 略歴
デビューは少女漫画（夫との画風のギャップを活かしたギャグも幾度かあった）だったが、愛犬エッセイ漫画『こたくんとおひるね』発表以降は、犬漫画を多く手がける。犬漫画の他に熱帯魚漫画なども描いていた。本格ミステリ好きで、ミステリ専門誌に連載を持つ。音楽は夫同様、ヘヴィメタル、ハードロックを好む。極真空手（松井派）の有段者でもある。
2016年より小学館の描き下ろしデジタルコミックマガジン「いぬまみれ」にて『犬と一緒に乗る舟』を連載していた。近年はヘヴィメタル専門誌に文章を寄せたり、メタルDJとしても活動している。
2017年、夫との共著『本格力　本棚探偵のミステリ・ブックガイド』（講談社）で第17回本格ミステリ大賞受賞。

## 書籍リスト
- ファイト!―夢は覚めない―〈フロム出版／1996.2.20〉
- オキシドールラブ〈フロム出版／1997.6.20〉
- こたくんとおひるね（全2巻）〈小学館／1997.5.20、1998.10.20〉
- エヴリデイおさかなちゃん〈竹書房／2000.7.7〉
- この花はわたしです。（全3巻）（原作：喜国雅彦）〈小学館／2002.1.20、2003.7.20、2004.3.20〉
- メフィストの漫画（喜国雅彦との共著）〈講談社／2005.8.10〉
- しばちゃん。〈イースト・プレス／2010.3.31〉
- 僕らの漫画〈小学館／2012.5.11〉漫画家27名による震災復興支援コミックスに参加
- ワンダードッグ・こた（全3巻・電子書籍）〈秋水社ORIGINAL／2016.3.17、2016.4.21、2016.5.17〉
- 本格力　本棚探偵のミステリ・ブックガイド（喜国雅彦との共著）〈講談社／2016.11.9〉
- 犬と一緒に乗る舟【完全版】（電子書籍）〈小学館／2017.11.17〉
- 不思議の犬のこた（電子書籍）〈秋水社ORIGINAL／2017.12.19〉
- ペーパー・キッチン （電子書籍）

## 出演

### 舞台
- 夜の手塚治虫〜ここでしか語れない、黒くて妖しいオサムのこと。（2018年10月12日、吉祥寺シアター） - 喜国の彼女・国樹由香 役[2]